# Vlastimil Borek
Vlastimil Borek (24. prosince 1886 Karlín – 21. prosince 1952 Praha) byl český novinář, překladatel prózy z ruštiny (okrajově z francouzštiny a španělštiny), vydavatel a politický pracovník. Byl rovněž významným představitelem českého a československého anarchistického hnutí. V letech 1949 až 1952 vykonával funkci náměstka ministra zahraničních věcí.

## Život

### Rodinný původ, studia
Vlastimil Borek se narodil 24. prosince 1886 do rodiny karlínského uzenáře. Středoškolské studium na žižkovské reálce ukončil v roce 1905 maturitou a v průběhu studia se naučil německy, rusky, francouzsky a španělsky. Prakticky od maturity (tj. od roku 1905) se zapojil do anarchistického hnutí. Překládal politickou literaturu významných levicových intelektuálů a pro časopis (periodikum) Práce psal překlady děl ruského knížete, revolucionáře, publicisty a čelného představitele ruských anarchistů Petra Alexejeviče Kropotkina; francouzského geografa, spisovatele a anarchisty Jean Jacques Élisée Recluse; francouzského typografa, vzdělance-samouka a raně socialistického myslitele Pierre-Joseph Proudhona a dalších. Také vedl rubriku Obzory, která informovala čtenáře o revolučním dění v Evropě. Současně se stal členem osob sdružených kolem tzv. Olšanské vily' Stanislava Kostky Neumanna. Po maturitě pokračoval studiem strojnického oddělení České vysoké školy technické, kde v roce 1912 získal titul Ing. V průběhu jeden rok trvající vojenské služby u námořnictva v Pulji byl v roce 1910 odsouzen za antimilitaristickou agitaci v rakousko-uherské armádě k vězení v délce 10 měsíců. V karlínských strojírnách pracoval po skončení vysoké školy v letech 1912 až 1914.

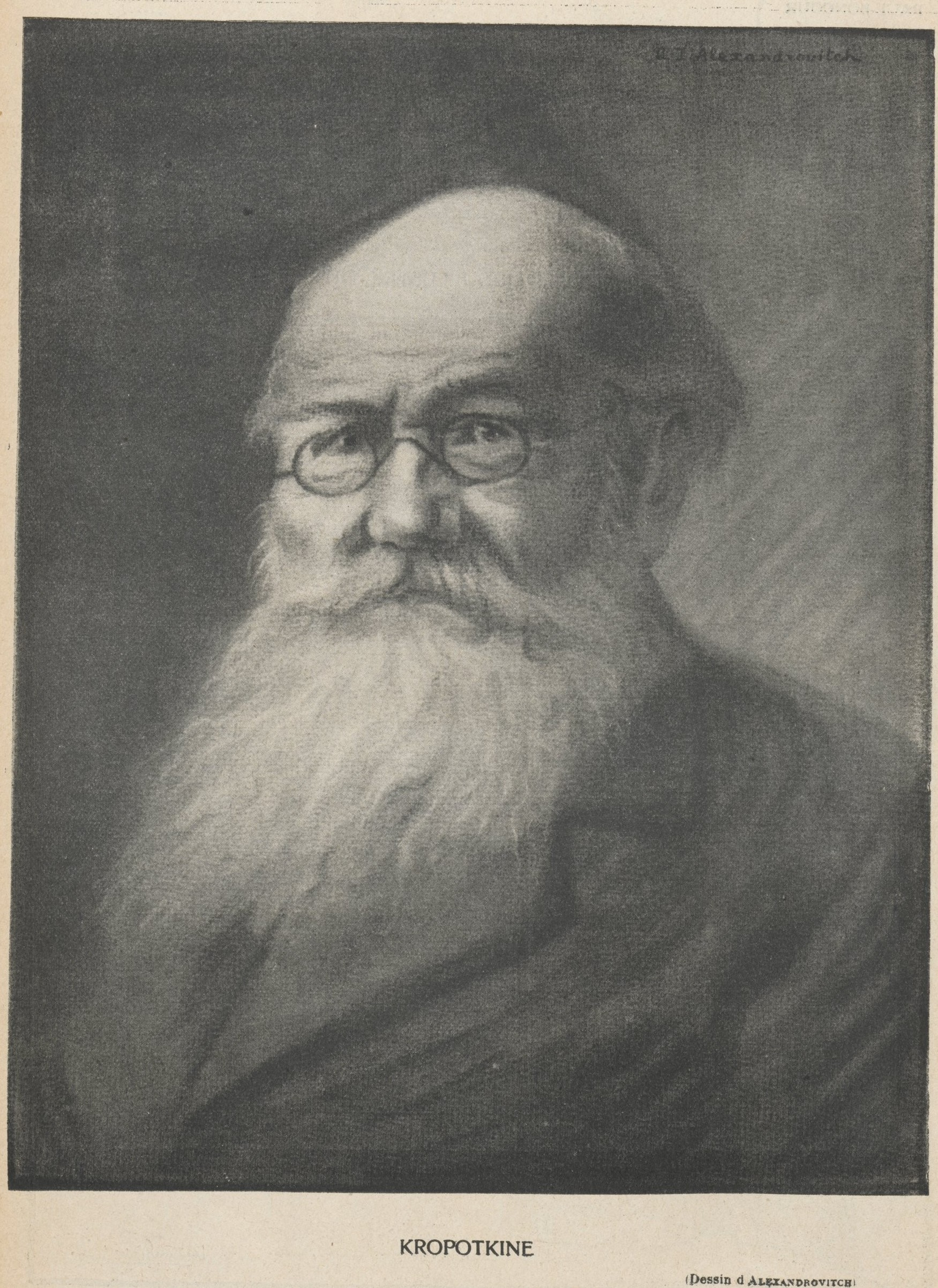
Petr Alexejevič Kropotkin
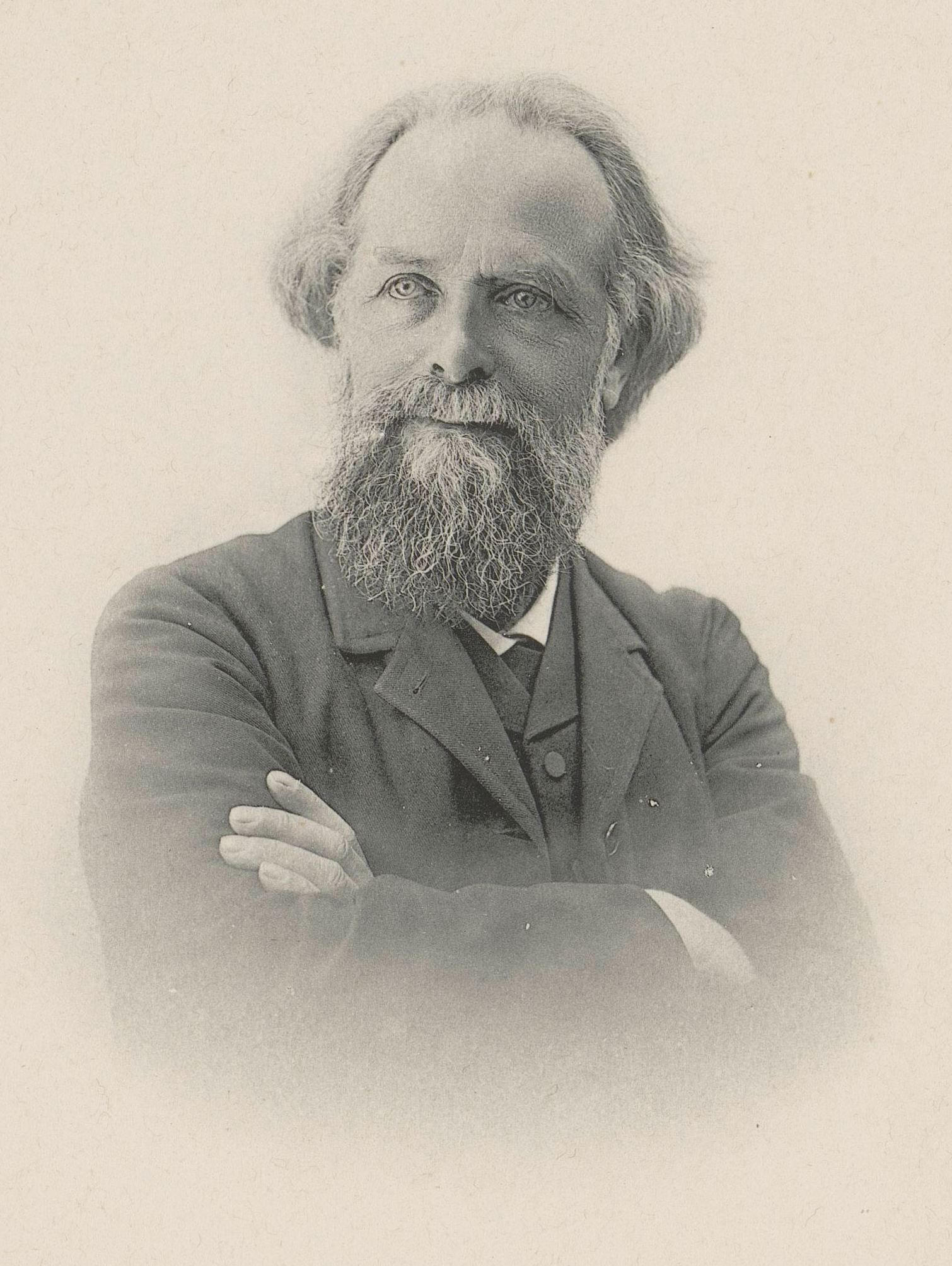
Jean Jacques Élisée Reclus
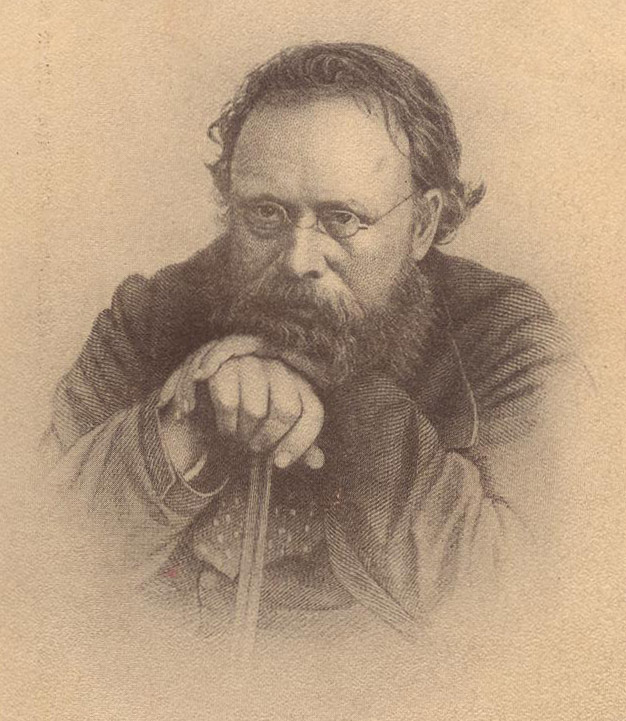
Pierre-Joseph Proudhon

### Počátky politické práce
Vlastimil Borek se zpočátku politicky angažoval ve Federaci českých anarchistů. Později spoluzaložil (s Bohuslavem Vrbenským, Theodorem Bartoškem a Michaelem Káchou) Federaci českých anarchistů-komunistů. Tato federace se ideově hlásila k myšlenkám Petra Alexejeviče Kropotkina a byla budována na stranickém principu.

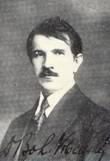
Bohuslav Vrbenský
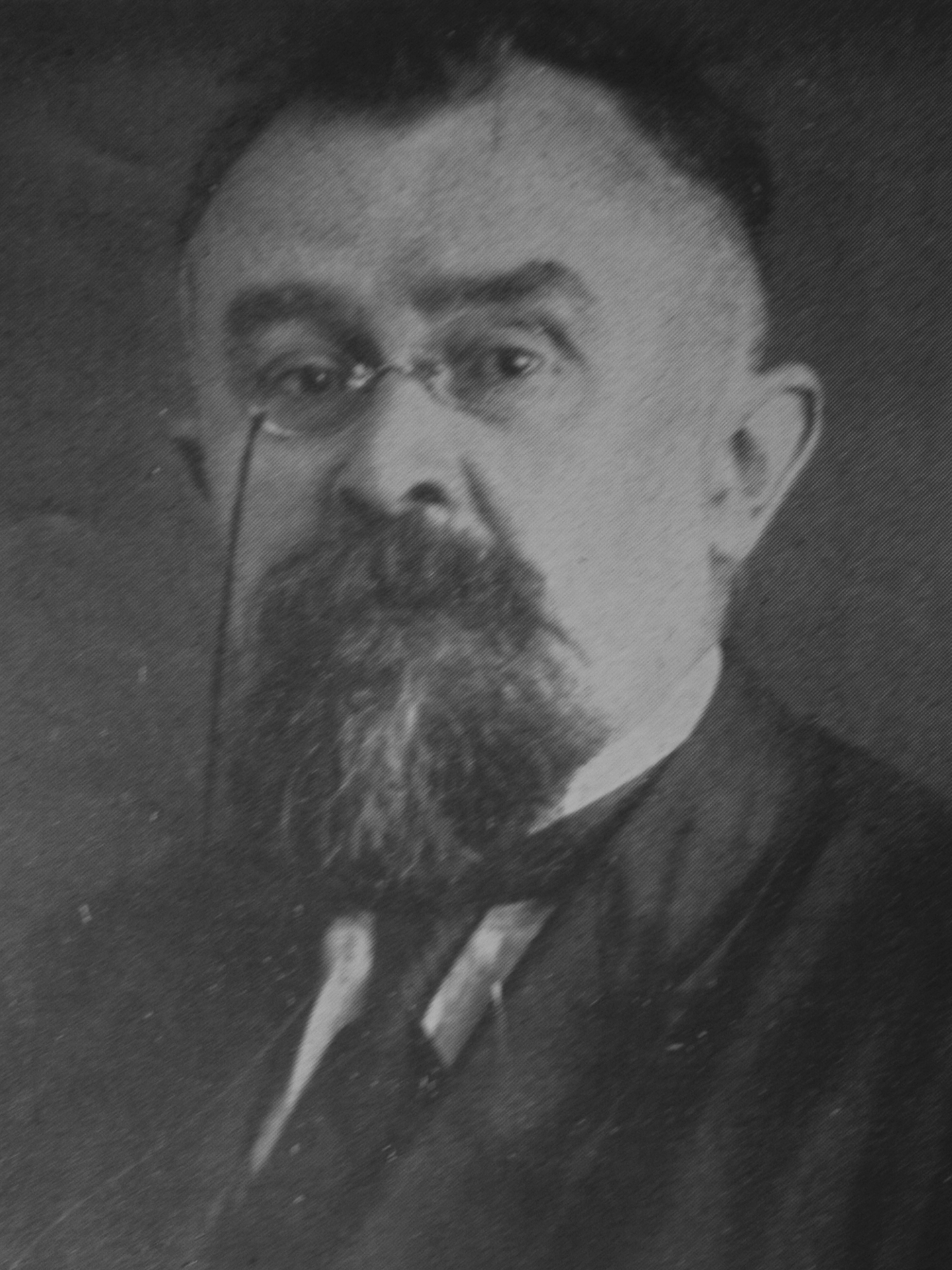
Theodor Bartošek
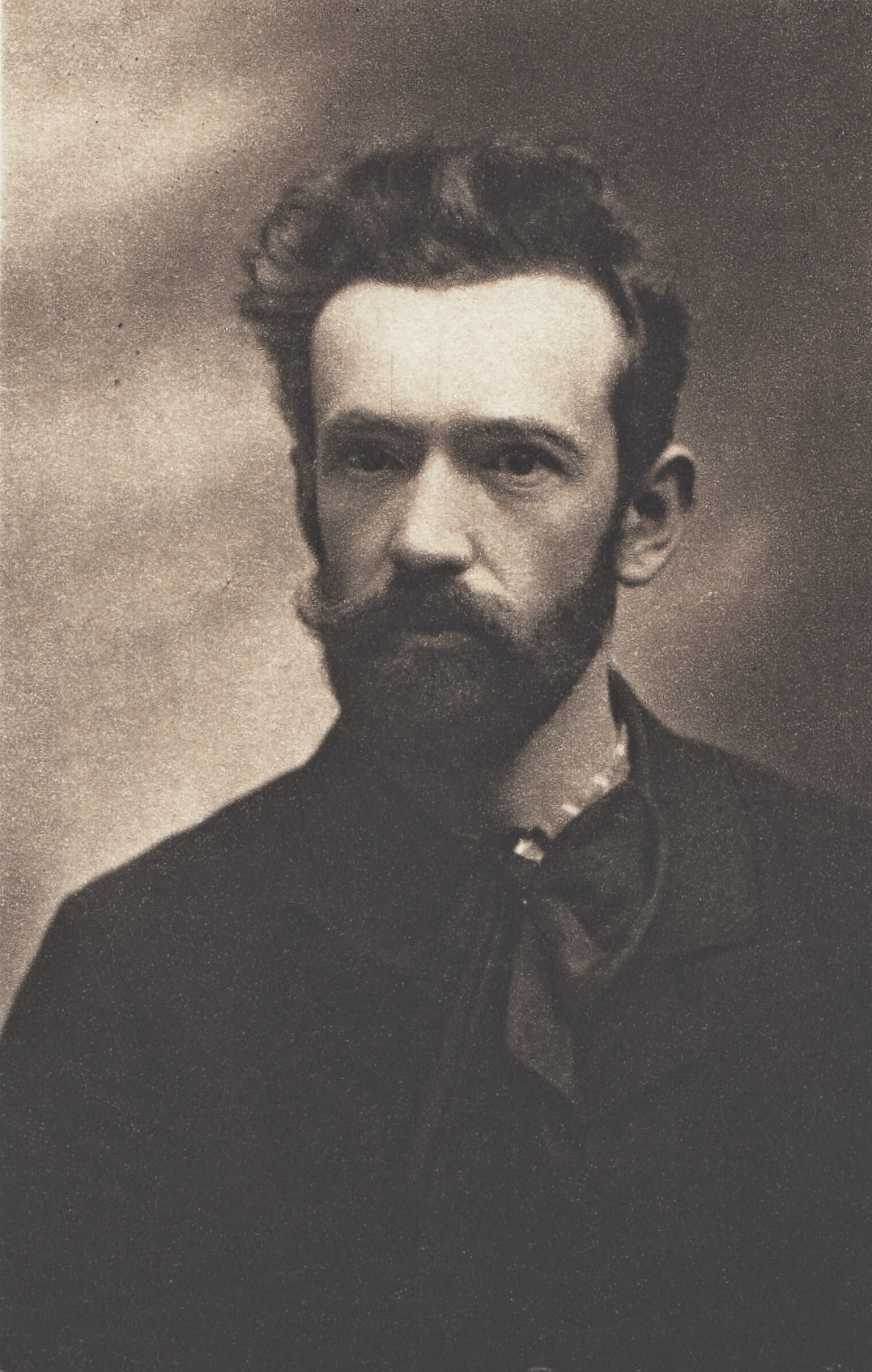
Michael Kácha

### Počátky publikování
Myšlenky šířil a agitačně působil mezi severočeskými horníky; angažoval se ve sdružení Volná škola; řídil vydavatelství Solidarita a tiskové orgány anarchokomunistů (Hornické listy, Proletář, Kalendář Proletáře a Zádruha). V těchto periodikách uveřejňoval svoje původní texty a publikoval zde překlady ruských, francouzských a španělských anarchistů (jednalo se například o stati ruského revolucionáře a ideologa národnických anarchistů Michaila Alexandroviče Bakunina; stati Petra Alexejeviče Kropotkina nebo práci Obrození školy resp. Moderní škola' od katalánského volnomyšlenkáře, anarchisty a pedagoga Francisco Ferrera). Svoje příspěvky uveřejňoval anonymně, protože některé výtisky byly zabavovány cenzurou. Před vypuknutím první světové války patřil Vlastimil Borek výrazným představitelům antimilitaristického a anarchokomunistického hnutí.

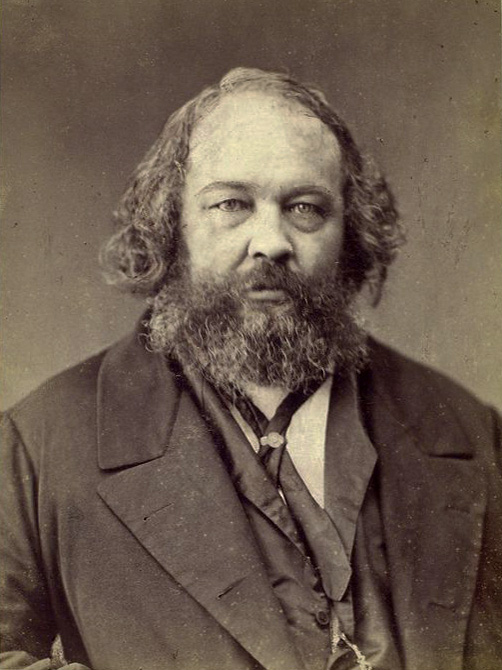
Michail Alexandrovič Bakunin
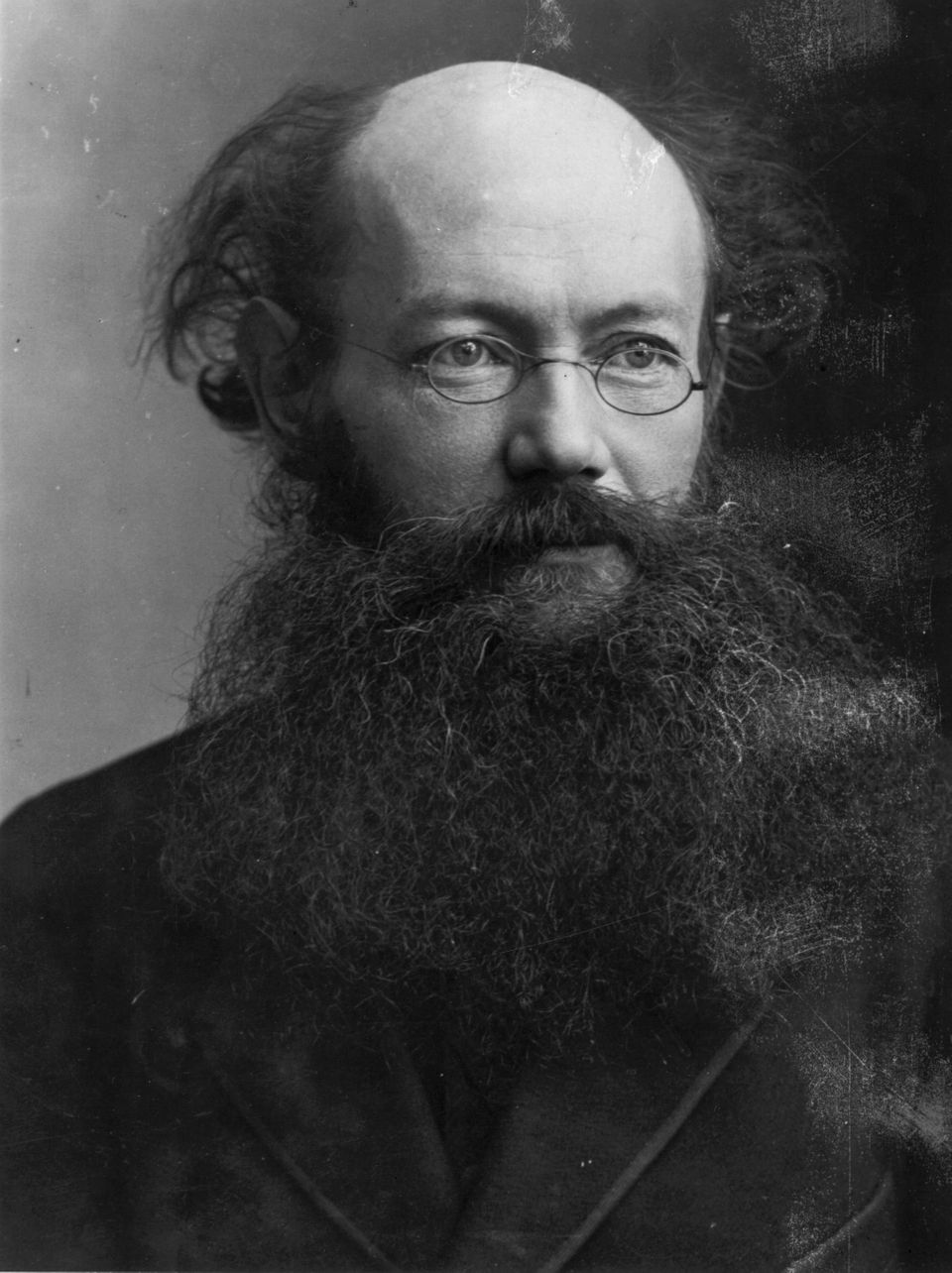
Petr Alexejevič Kropotkin
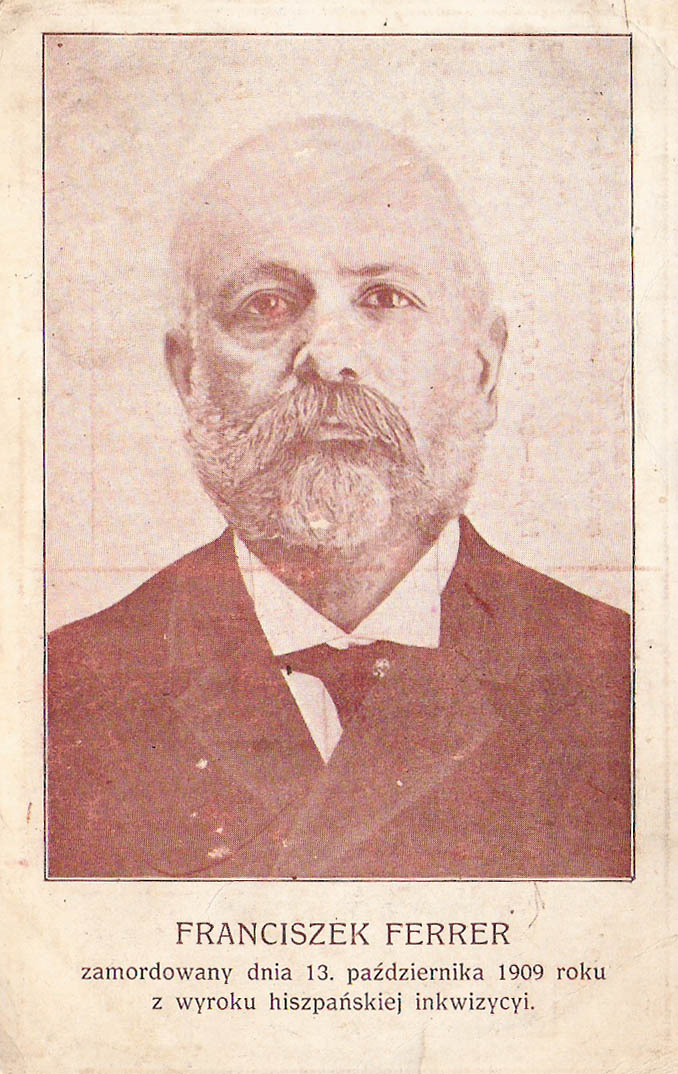
Francisco Ferrer Guardia

### První světová válka
Necelé dva měsíce po zahájení první světové války (28. července 1914) vydalo dne 24. září 1914 pražské policejní ředitelství zatykač na představitele anarchokomunistů a národně sociálních antimilitaristů. V rámci zatýkání těchto „nebezpečných osob“ následujícího dne (25. září 1914) byl zatčen i Vlastimil Borek. (Zatýkací akce neminula ani Bohuslava Vrbenského). S označením „státu nebezpečný“ byl deportován do tábora Göttersdorf (Boleboř) u Chomutova. V červenci 1917 byl amnestován a s trestním oddílem rakouské armády byl odvelen na jihovýchodní frontu. Tady byl zraněn a až do konce první světové války (11. listopadu 1918) žil (a politicky pracoval) v Praze a angažoval se v řadách českých socialistů.

### Rok 1918
Začátkem roku 1918 se kontaktoval s Bohuslavem Vrbenským, Michaelem Káchou, Stanislavem Kostkou Neumannem, Theodorem Bartoškem a manželi Štychovými. Borek se podílel na obnově Anarchokomunistické federace a na jaře 1918 podpořil sloučení této federace s Národně sociální stranou v Českou stranu socialistickou. V intencích této strany se ujal redigování některý periodik (Mladý průkopník, Socialistický bezvěrec, ústřední deník České slovo). A byl to rovněž Vlastimil Borek, kdo se spolupodílel na sestavení trojjazyčného letáku pražské Socialistické rady k vojákům z 15. října 1918. Při přípravách vzniku samostatného československého státu se Borek také výrazně angažoval. Po vzniku Československa (ČSR) pokračoval ve své překladatelské a novinářské práci a současně se angažoval v politickém životě.

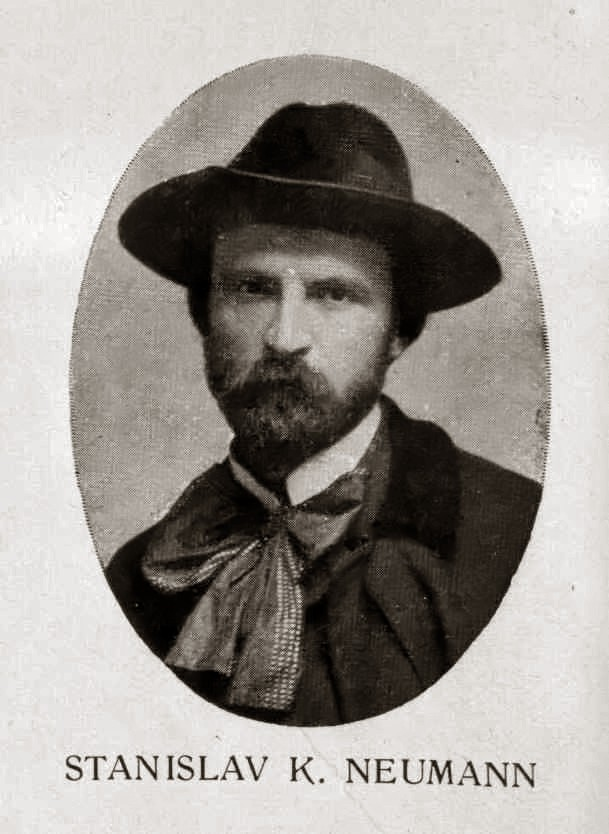
Stanislav Kostka Neumann
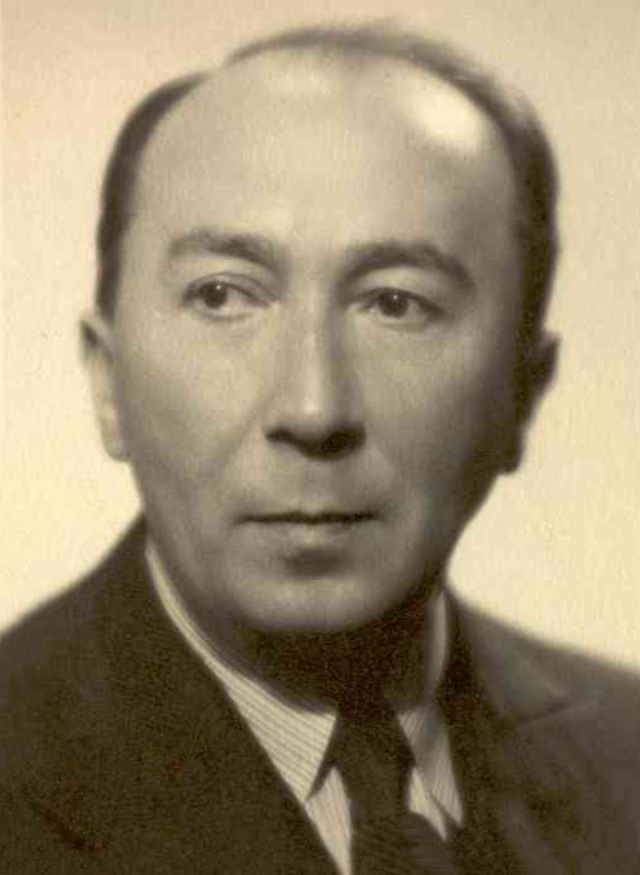
Ing. Jaroslav Štych (1881–1941)
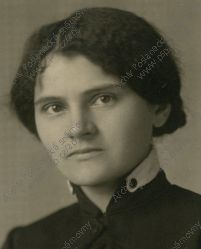
Luisa Landová-Štychová

### Mezi dvěma válkami
V meziválečném období dále hájil myšlenky anarchismu jako sociální svobody. Kolem roku 1920 publikoval několik brožur o Petru Kropotkinovi o kolem roku 1921 o Bakuninovi (a současně překládal jejich práce). V roce 1923 nesouhlasili bývalí anarchisté se zákonem na ochranu republiky  a následkem toho byli vyloučeni z České strany socialistické. Vyloučení členové (včetně Borka) založili Nezávislou socialistickou stranu, jejíž většina členské základny se v roce 1925 sloučila s KSČ. Vlastimil Borek stál v čele periodika „nezávislých“, který se nazýval Socialista a od roku 1925 pak řídil časopis Maják. Dlouhodobě vedl Socialistickou knihovnu Solidarita. Jako zahraničněpolitický redaktor Rudého práva pracoval mezi léty 1928 až 1937. V letech 1930 až 1933 vykonával funkci odpovědného redaktora Meztiskoru. Odpovědným redaktorem časopisu Tvorba byl v letech 1931–1932. V letech 1933 ž 1937 působil jako první šéfredaktor levicového deníku Haló noviny. Členem předsednictva Společnosti pro kulturní a hospodářské sblížení s novým Ruskem byl Borek od roku 1924 a v rozmezí let 1937–1939 byl jejím tajemníkem a odpovědným redaktorem revue Praha-Moskva.
Od začátku 30. let 20. století velmi intenzivně překládal a současně doporučoval k vydávání reprezentativní díla soudobé sovětské umělecké literatury. Ve 30. letech 20. století překládal ruskou a sovětskou beletrii, mimo jiné i díla Maxima Gorkého a Michaila Šolochova. V roce 1938 sestavil Borek sborník Dokumentů k otázce spojenectví se SSSR (včetně úplného textu spojenecké smlouvy).

### Druhá světová válka
Po podepsání Mnichovské dohody (30. září 1938) emigroval koncem roku 1938 Vlastimil Borek do SSSR. Tady působil (v letech 1942 až 1945) na pozici tiskového tajemníka (od března 1942 ve funkci tiskového přidělence) československého vyslanectví. V letech 1943 až 1945 vykonával funkci sekretáře redakce Československých listů a podílel se na činnosti českého vysílání moskevského rozhlasu.
Během svého pobytu v SSSR se Borek podílel na překladech marxistických teoretiků. Přeložil rovněž stručné dějiny Komunistické strany Sovětského svazu (KSSS). Vytvářel texty aktuální politické publicistiky, zveřejňoval články v Československých listech a psal i reportáže z fronty.

### Po druhé světové válce
Po skončení druhé světové války se vrátil do osvobozeného Československa a začal pracovat (od července 1945) v Praze na ministerstvu zahraničních věcí (MZV). Nejprve byl zařazen do zpravodajské sekce; koncem roku 1947 byl jmenován přednostou politické sekce. Na ministerstvu v letech 1945 až 1948 vykonával funkci přednosty tiskového odboru. Od září roku 1945 zasedal v lektorské radě ÚV KSČ. Na ministerstvu v té době sepsal Borek několik textů týkajících se zahraniční politiky SSSR a redigoval (v letech 1947 až 1948) překlad třísvazkových sovětských Dějin diplomacie.
Během únorového komunistického převratu v roce 1948 byl blízkým spolupracovníkem státního tajemníka Vlado Clementise a na ministerstvu vedl akční výbor Národní fronty, jehož prostřednictvím byly na ministerstvu prováděny první poúnorové personální čistky. Svůj podpis rovněž připojil pod výzvu prokomunistické inteligence Kupředu, zpátky ni krok!, která byla poprvé zveřejněna dne 25. února 1948 na podporu výše zmíněného komunistického puče. Po dokončené reformě ministerstva zahraničních věcí (v březnu 1949) se stal jedním z náměstků ministra zahraničních věcí Vlado Clementise. Dokonce byl přípisem datovaným 24. května 1949 ustanoven Klementisovým stálým zástupcem (Borek např. formálně řídil ministerstvo v době Klementisova pobytu v New Yorku na zasedání OSN). Jako náměstek ministra zahraničních věcí pracoval Borek v letech 1949 až 1952. Poté, co byl ministr zahraničních věcí Vlado Clementis obviněn ze slovenského buržoazního nacionalismu, v lednu 1951 zatčen, v listopadu 1952 odsouzen v procesu s protistátním spikleneckým centrem Rudolfa Slánského k trestu smrti vykonával Vlastimil Borek funkci náměstka i po nástupu nového ministra zahraničí Viliama Širokého (počátkem roku 1950). Po následující další personální čistce na ministerstvu (během ní byli uvězněni další dva náměstci: Vavro Hajdů a Artur London) ale Borkův vliv na ministerstvu postupně slábl.

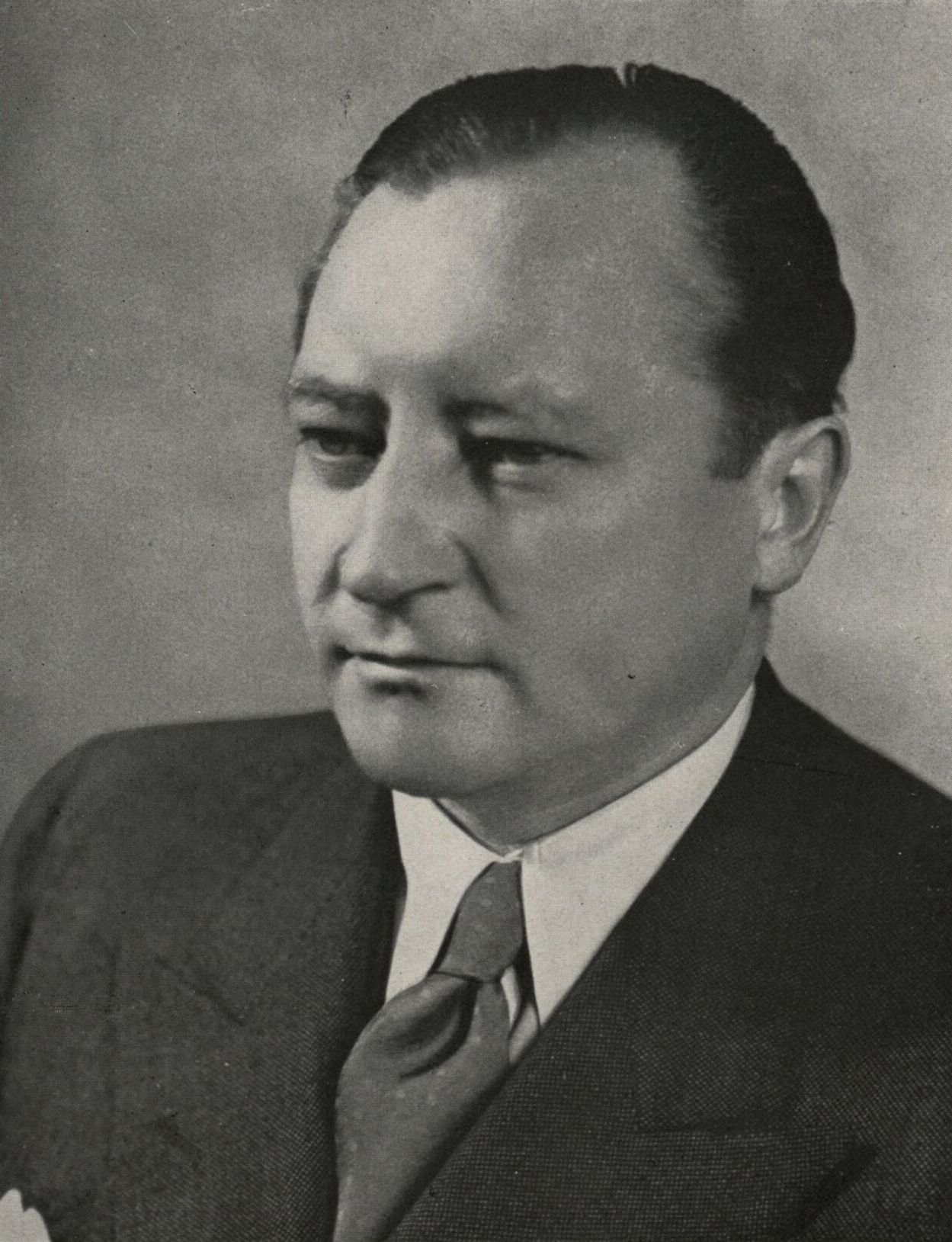
Vlado Klementis
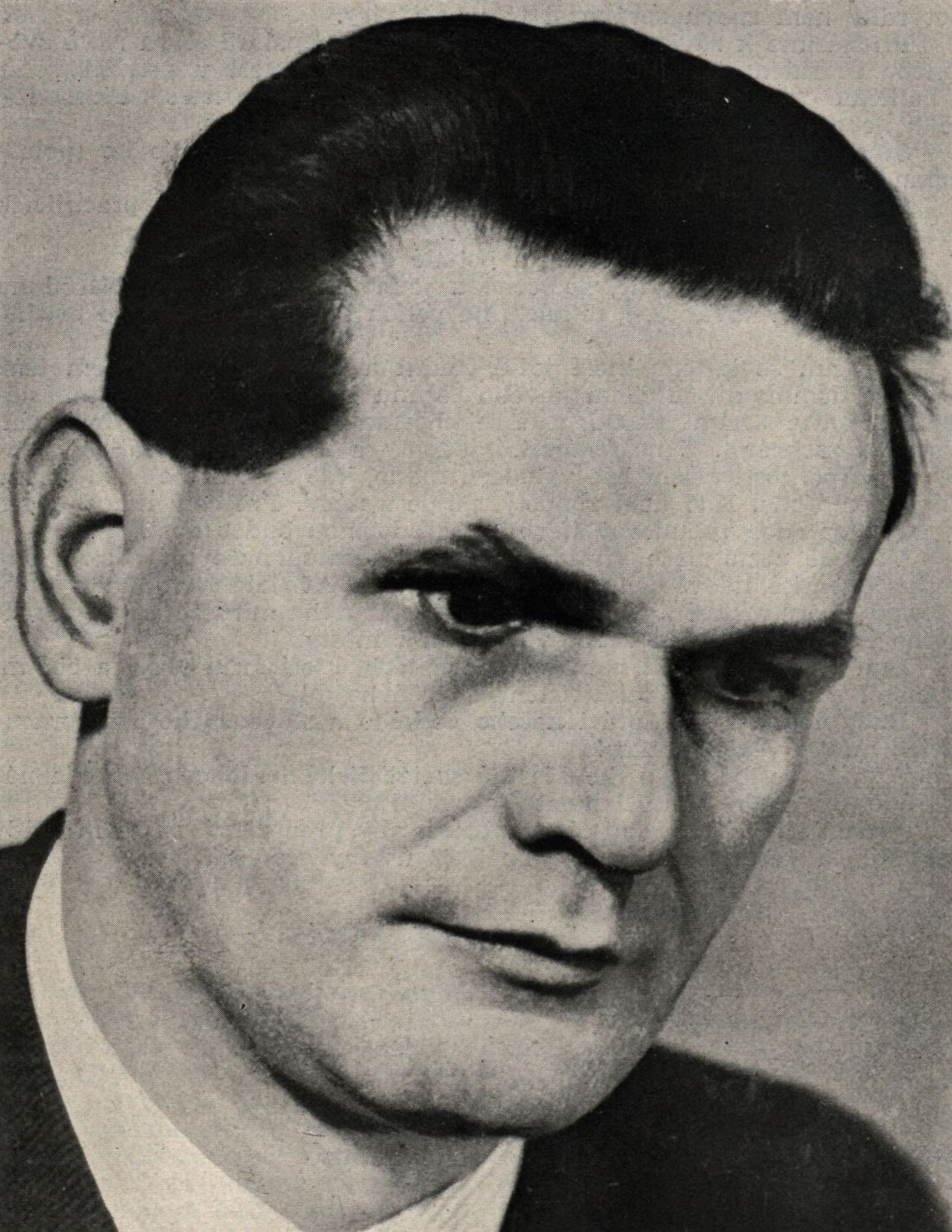
Viliam Široký
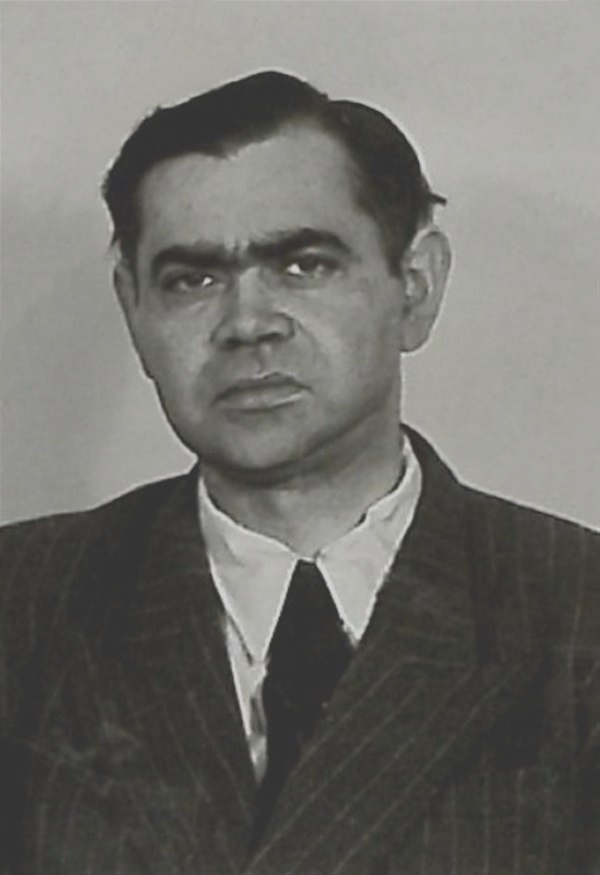
Vavro Hajdů
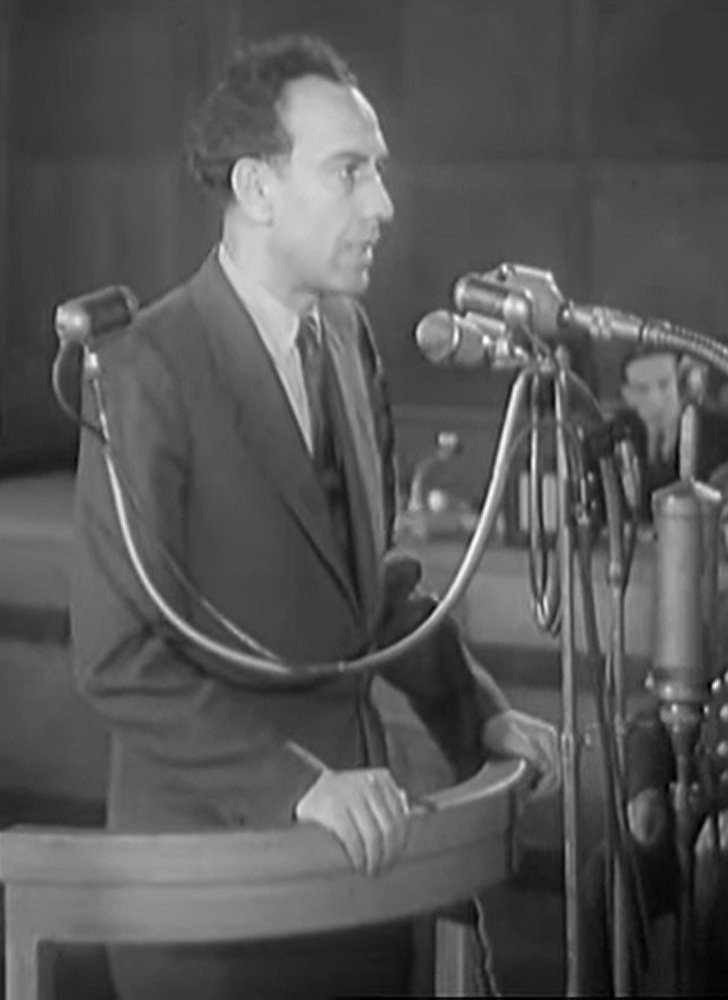
Artur London

### Rodina
V roce 1920 se Borek oženil s překladatelkou z ruštiny Heddou Pražákovou-Borkovou (* 1898). S ní měl jediného syna Ivana Borka, který zahynul na frontě druhé světové války jako příslušník československé vojenské jednotky. V lednu 1951 byl Borkův nadřízený Vlado Clementis na základě vykonstruovaného obvinění z pokusu o protistátní spiknutí zatčen, o rok později byl odsouzen na smrt a 3. prosince 1952 popraven. V reakci na vykonstruovaný proces se svým nadřízeným Vlado Clementisem (v procesu proti Rudolfu Slánskému a spol. vystupoval Vlastimil Borek jako svědek) zemřel Vlastimil Borek 21. prosince 1952 v Praze po srdeční mrtvici. Jeho ostatky byly pohřbeny na hřbitově v Praze-Strašnicích.

## Zhodnocení jeho tvorby
Žurnalistická a překladatelská činnost Vlastimila Borka se opírala o jeho dlouhodobé působení v českém anarchistickém hnutí. Cílil především na antimilitaristickou a proticírkevní osvětu a tak jeho novinové články byly prodchnuty pacifismem, antiklerikalismem a materialismem. Překládal (časopisy, knihy) zvláště díla ruských anarchistů a byl prvním, kdo přeložil stať Vladimira Iljiče Lenina Proletářská revoluce a renegát Kautsky (1928). Překládal rovněž sovětskou politicko-historickou literaturu.
Vlastimil Borek byl prvním, kdo pro české čtenáře objevil a literárně kultivovaně zpřístupnil díla několika kmenových představitelů tzv. hlavního proudu sovětské prózy 20. a 30. let 20. století. Jednalo se o díla zobrazující historické děje ruské občanské války i první tzv. budovatelské pětiletky.
Mnohé nasvědčuje jeho autorství románu Poslední bitva: Román z r. 1936, který vyšel jako románová příloha Majáku v roce 1926. Údajným autorem anglického originálu The Last Great War je bengálský spisovatel Sudhindra Nath Ghose, jméno údajného překladatele není uvedeno. Ghose zřejmě žádné podobné dílo nepublikoval, ačkoli je mu přisuzováno záznamem v NK ČR.
Ve 30. letech 20. století (na popud Bohumila Mathesia) překládal Vlastimil Borek i základní díla sovětské prózy: Tichý Don (Michail Alexandrovič Šolochov); Matka (Maxim Gorkij); dále pak knihy Valentina Petroviče Katajeva; Vladimíra Germanoviče Lidina; J. I. Janovského (J. I. Janovskij); Bruna Jasenského; Konstantina Georgijeviče Paustovského a dalších autorů.

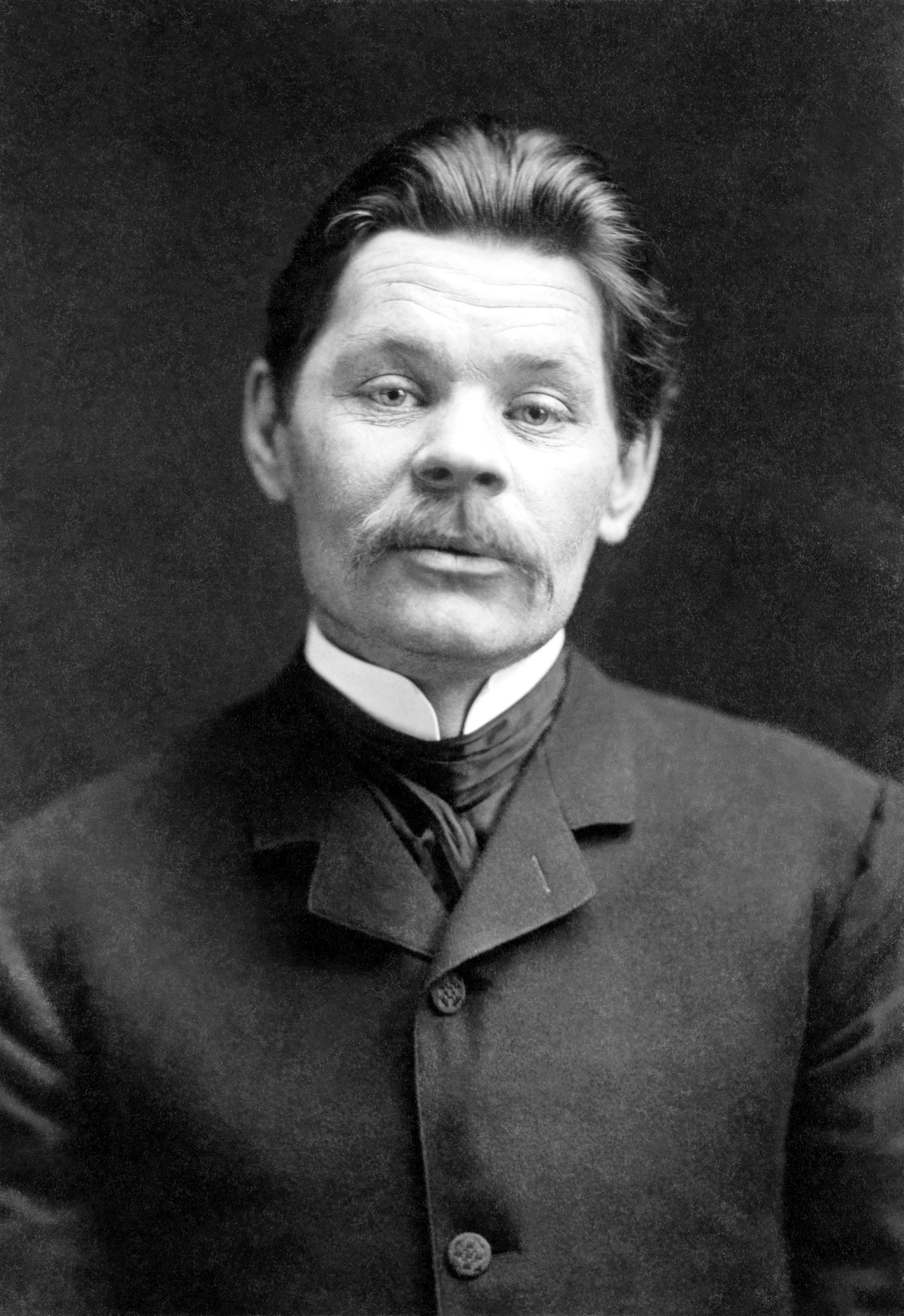
Maxim Gorkij
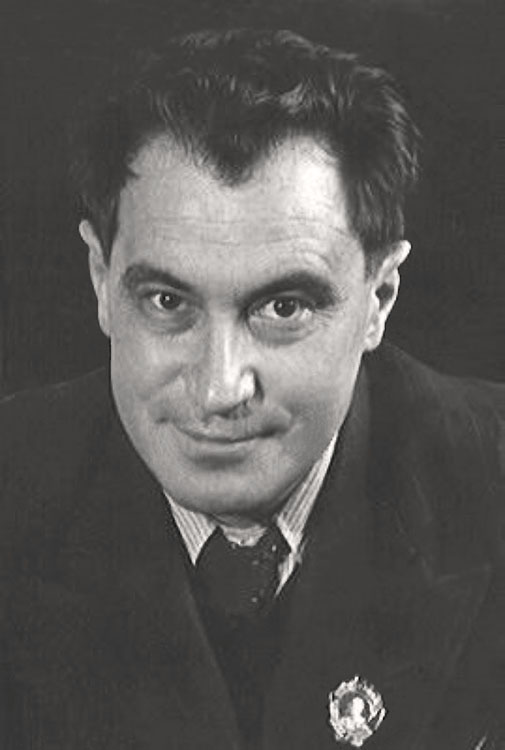
Valentin Petrovič Katajev
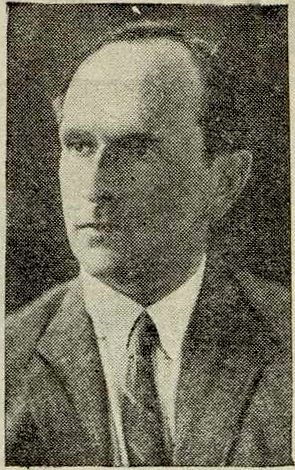
Vladimír Germanovič Lidin (1894–1979)
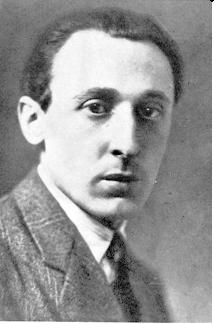
Bruno Jasenskij (1901–1938)
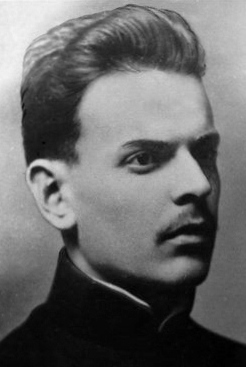
Konstantin Georgijevič Paustovskij

Po roce 1945 se některé z těchto Borkem přeložených titulů objevovaly v reedicích nově zakládaných nakladatelství (např. nakladatelství Svoboda). Na jediném českém překladu čtyřsvazkového Šolochovova románu Tichý Donu pracoval Borek postupně od počátku 30. let a jeho poválečné úplné vydání narychlo dokončil František Musil.
Teorii a praxi anarchismu a španělské revoluce se týkaly Borkovy okrajové překlady z francouzštiny a španělštiny.
Vlastimil Borek byl také propagátorem metody socialistického realismu. Po druhé světové válce působil jako člen v redakční radě Malé a Velké knižnice marxismu-leninismu a Leninových a Stalinových sebraných spisů. Svoje díla podepisoval Vladimír Bolek anebo používal zkratky „Vl. B.“.

## Poznámka
- Bibliografie Vlastimila Borka je uvedena v Lexikon české literatury (LČL). Osobnosti, díla, instituce, d. 1; 2, sv. 1–2; 3, sv.1–2. (A–Ř), Praha 1985– (díl 1, strana 274);[10]
- Část pozůstalosti je v Archivu Ministerstva zahraničních věcí České republiky v Praze[10]
- Další pozůstalost je v Biografickém archivu Ústavu pro českou literaturu (ÚČL) v Praze[10]